# Gestion holistique (agriculture)
 (mars 2020).
La gestion holistique (du grec ancien ὅλος / holos signifiant « entier ») dans l'agriculture est une approche systémique de la gestion des ressources naturelles. Cette approche a été développée initialement par Allan Savory pour lutter contre la désertification.

## Débuts
L'idée d'un pâturage planifié holistique est venue dans les années 1960 à Allan Savory, biologiste de la faune sauvage en Rhodésie du Sud, son pays d'origine, lorsqu'il entreprit de comprendre la désertification. Ceci peut être compris dans le contexte d'un mouvement environnemental de plus large envergure. Fortement influencé par le travail d'André Voisin, et sa croyance en l'inefficacité de la science traditionnelle des pâturages, Savory conclut que la propagation des déserts, la perte d'espèces sauvages et l'appauvrissement humain qui en résultaient, étaient liés à la réduction des troupeaux naturels et, plus encore, au changement de comportement des quelques troupeaux restants.
Selon lui, le bétail pourrait être utilisé pour fournir des services écosystémiques importants tels que le cycle des éléments nutritifs lorsqu’ils imitent ces herbes et ces pâturages à coévolution unique,,. Cependant, les responsables avaient constaté que les systèmes de pâturage en rotation pouvaient fonctionner à diverses fins de gestion, mais des expériences scientifiques avaient montré qu’ils ne fonctionnaient pas nécessairement à des fins écologiques spécifiques. Un plan de gestion adaptatif était nécessaire pour l'intégration de l'expérience avec l'expérimentation,[pas clair] ainsi que du social avec la biophysique, afin de fournir un cadre plus complet pour la gestion des systèmes de pâturages. Selon Savory, aucune de ces sources de connaissance ne peut être comprise hors de son contexte global. La gestion holistique a été développée pour répondre à ce besoin.

## Développements
Dans de nombreuses régions, le pastoralisme et l'utilisation des terres communales sont accusés d'engendrer du surpâturage qui causerait la dégradation de l'environnement. Selon Savory, cette affirmation serait souvent fausse et l'élimination des animaux aggraverait même parfois la situation. Ce concept est une variation de la cascade trophique, où les humains sont considérés comme le prédateur de niveau supérieur et la cascade en découle.
Savory a développé un système de gestion flexible conçu pour améliorer les systèmes de pâturage. Le pâturage planifié holistique est l’un des nombreux nouveaux systèmes de gestion du pâturage qui simulent de plus près le comportement naturel des troupeaux d’animaux sauvages. Il a été démontré qu’il améliorait les habitats ripariens, la qualité de l’eau et l'état des pâturages pour le bétail et la faune,,,,,,,,. Le pâturage planifié holistique est similaire au pâturage en rotation, mais il diffère par le fait qu’il reconnaît plus explicitement et fournit un cadre d’adaptation aux quatre processus écosystémiques de base: le cycle de l’eau, le cycle minéral incluant le cycle du carbone,,,,, le flux d'énergie et les dynamiques communautaires (la relation entre les organismes dans un écosystème) en mettant au même niveau d'importance l'élevage et le bien-être social. Ainsi, le contexte holistique au stade de la planification conduit à des décisions différentes face à cette complexité. La gestion holistique a été assimilée à « une approche en permaculture de la gestion des pâturages ».
En 2010, l'opération Hope (un projet « preuve de concept » utilisant la gestion holistique) du centre africain pour la gestion holistique au Zimbabwe (Holistic Management in Zimbabwe), a été désignée comme lauréat du Buckminster Fuller Challenge 2010 pour sa « reconnaissance des initiatives qui adoptent une approche globale, anticipative et conceptuelle pour faire progresser le bien-être humain et la santé des écosystèmes de notre planète »,,.

## Usages
Bien que développé à l'origine comme outil pour l'utilisation des terres de pâturage (range land) et restaurer des terres désertifiées, le système de gestion holistique peut être appliqué à d'autres zones comportant de multiples facteurs socio-économiques et environnementaux. La gestion intégrée des ressources en eau (GIRE) en est un exemple. Elle favorise l'intégration du secteur dans le développement et la gestion des ressources en eau afin de garantir une répartition équitable de l'eau entre différents utilisateurs, en maximisant le bien-être économique et social sans compromettre la durabilité des écosystèmes vitaux. En substance, la gestion holistique coordonnée de l'eau prend en compte tous les utilisateurs d'eau dans la nature et la société. Un autre exemple est celui de la restauration des carrières,. Une quatrième utilisation de la gestion holistique concerne certaines formes de production de cultures sans travail du sol, de cultures intercalaires et de permaculture,,,. Le département de la conservation des ressources naturelles du département de l’Agriculture des États-Unis (USDA-NRCS) a reconnu l'importance de la gestion holistique,, ./

## Cadre
Le cadre décisionnel de gestion holistique utilise six étapes clés pour guider la gestion des ressources,:
1. Définir dans son intégralité ce que l'on gère. Aucune zone ne doit être traitée comme un système à produit unique. En définissant le tout, les gens sont en mesure de mieux le gérer. Cela comprend l’identification des ressources disponibles, y compris les capitaux (Fonds disponibles ou en circulation, dont dispose le responsable).
2. Définir ce que l'on veut faire dès maintenant et pour l'avenir. Fixer les objectifs : les objectifs et les actions nécessaires pour assurer la qualité de vie recherchée, ainsi que la création d'un environnement propice à la vie pour maintenir cette qualité de vie à l'avenir.
3. Surveiller les premiers indicateurs de la santé des écosystèmes. Identifier les services écosystémiques qui ont des impacts profonds sur les habitants des zones urbaines et rurales et trouver un moyen de les surveiller facilement. L'un des meilleurs exemples d'indicateur précoce d'un environnement qui fonctionne mal est constitué de plaques de sol dénudé. Un indicateur d’un meilleur fonctionnement de l’environnement est la diversité nouvelle des plantes et le retour ou l’augmentation de la faune.
4. Ne pas limiter les outils de gestion que l'on utilise. Les huit outils de gestion des ressources naturelles sont : argent/travail, créativité humaine, pâturage, impact sur les animaux, feu, repos, organismes vivants et science/technologie. Pour réussir, on doit utiliser tous ces outils au mieux de nos capacités ...
5. Tester les décisions avec des questions conçues pour s'assurer que toutes les décisions sont saines sur le plan social, environnemental et financier, à court et à long terme.
6. Surveiller de manière proactive, avant que le système géré ne devienne plus déséquilibré. Ainsi, le gestionnaire peut prendre rapidement des mesures correctives adaptatives avant que les services écosystémiques ne soient perdus. Supposer toujours que le plan est moins que parfait et utiliser une boucle de rétroaction qui inclut la surveillance des tout premiers signes d'échec, l'ajustement et la planification en cas de besoin. En d’autres termes, utiliser une approche adaptative « canary in a coal mine » (Une allusion aux canaris en cage que les mineurs emporteraient avec eux dans les tunnels de la mine. Si des gaz dangereux, tels que le monoxyde de carbone, étaient recueillis dans la mine, ils tueraient le canari avant de tuer les mineurs, donnant ainsi l’avertissement de sortir immédiatement des tunnels).

## Quatre principes
La gestion holistique du pâturage planifié repose sur quatre principes clés qui tirent parti de la relation symbiotique existant entre les grands troupeaux de pâturages, leurs prédateurs et les prairies qui les soutiennent.
1. La nature fonctionne comme une communauté holistique avec une relation mutualiste entre les hommes, les animaux et la terre. Si l'on supprime ou modifie le comportement d'une espèce clé de voûte comme les grands troupeaux en pâturage, on aura un impact négatif inattendu et étendu sur d'autres zones de l'environnement.
2. Il est absolument essentiel que tout système de planification agricole soit suffisamment souple pour s’adapter à la complexité de la nature, car tous les environnements sont différents et présentent des conditions locales en constante évolution.
3. L'élevage d'animaux utilisant des espèces domestiques peut être utilisé comme substitut des espèces perdues. Ainsi, lorsqu'elle est gérée correctement d'une manière qui imite la nature, l'agriculture peut soigner la terre, et même favoriser la faune, tout en profitant aux personnes.
4. Le temps et le moment sont les facteurs les plus importants lors de la planification de l’utilisation des terres. Non seulement il est crucial de comprendre combien de temps dure l’utilisation de la terre pour l’agriculture et combien de temps pour se reposer, mais il est également important de comprendre exactement quand et où la terre est prête pour cette utilisation et ce repos.

## Critique
Une critique courante des pâturages planifiés holistiques est que, bien que des agriculteurs et des éleveurs du monde entier croient que cela fonctionne pour eux, la majorité des scientifiques des pâturages (range scientist) n'ont pas été en mesure de confirmer expérimentalement que des systèmes de pâturages intensifs similaires à ceux qui sont au centre de la gestion holistique montrent un bénéfice. D'où la possibilité que les rapports de succès des gestionnaires soient anecdotiques.
Selon une évaluation de plusieurs études publiées par le département de l'Agriculture des États-Unis, "ces résultats réfutent les affirmations antérieures selon lesquelles le piétinement des animaux associé à des taux de charge élevés ou à des pressions de pâturage dans les systèmes de pâturage en rotation améliore les propriétés du sol et favorise la fonction hydrologique". De même, un article d'enquête de Briske et al. (le même auteur) qui a examiné les systèmes de pâturage en rotation ont trouvé "peu d'avantages cohérents, voire aucun, par rapport au pâturage en continu".
Un article de Richard Teague, co-auteur du document de l'USDA, et al. a souligné que Briske avait examiné les systèmes de rotation en général et non le processus global de pâturage planifié de Savory développé depuis 1960, lorsque Savory a reconnu que cent ans de systèmes de pâturage en rotation et d'autres systèmes prescrits avaient exacerbé la désertification, même aux États-Unis, comme indiqué dans le discours de Savory sur TED. Le document fait valoir le succès rapporté par de nombreux éleveurs pratiquant le pâturage à plusieurs enclos contre le manque général de preuves clamé par la recherche officielle.
Des recherches antérieures qui comparaient le pâturage de courte durée (short duration grazing - SDG) et la méthode de pâturage de Savory (Savory Grazing Method -SGM) en Afrique australe et n'a trouvé aucune preuve d'amélioration des pâturages (range improvement), une légère amélioration économique d'un système intensif de sept unités avec plus d'animaux, mais avec une perte de poids individuelle. Cette étude n'a trouvé aucune preuve d'amélioration du sol, mais plutôt qu'une augmentation du piétinement avait conduit à la compaction du sol.
En mars 2013, le Savory Institute a publié un dossier de recherche comprenant une sélection de résumés d'articles, de thèses et de rapports soutenant la gestion globale et répondant à certaines de leurs critiques. Le même mois, Savory était l'un des conférenciers de TED et a présenté un exposé intitulé "How to Fight Desertification and Reverse Climate Change". Les réponses ont été publiées sur plusieurs blogs importants, dont le blog The Wildlife News, de Ralph Maughan, qui a déclaré : "L’idée selon laquelle nous pouvons presque aimer la magie, verdir le désert et les terres dégradées, en exploitant encore plus de bétail, bien que de manière différente, absorber les gaz à effet de serre tout à la fois, est un fantasme convaincant et dangereux".
Dans sa conférence TED, Savory a affirmé que sa méthode de gestion holistique permettrait de réduire les niveaux de dioxyde de carbone en 40 ans, ce qui permettrait de régler les problèmes dus au changement climatique. Selon Skeptical Science, une telle affirmation est injustifiée, la capacité de séquestration du carbone des terres est trop limitée et les émissions de méthane liées au bétail étant trop importantes.
Selon une étude publiée à l'Université d'Uppsala en 2016, l'augmentation de la capacité de séquestration du carbone envisageable à travers une meilleure gestion des pâturages est sept fois inférieure à celle avancée par Savory. L'étude conclut que la gestion holistique des pâturages ne peut pas renverser les changements climatiques.
Une étude publiée en 2017 par le Food and Climate Research Network a conclu que les affirmations de Savory à propos de la séquestration du carbone dans les pâturages sont "irréalistes" et très différentes des estimations issues des études revues par les pairs.

## Soutien
La scientifique des sols, la docteure Christine Jones, d’Australie, dont la plupart des recherches sont disponibles sur son site web, a écrit un article dans lequel elle discutait des recherches effectuées par le Dr. Mark Adams de l’Université de Sydney sur la capacité des sols à séquestrer le méthane.
Le Dr Richard Teague de Texas & M Agrilife a entrepris un certain nombre d’études différentes en se concentrant sur GHG mitigation, ainsi qu'un article sur le rôle des ruminants dans la réduction du carbone en agriculture, co-écrit avec Rattan Lal de l’Université d'État de l'Ohio. Teague a également effectué des recherches spécifiques au Canada et au Texas , comparant l'augmentation de la séquestration de carbone sur les terres où les gens pratiquent le pâturage holistique planifié par rapport à leurs voisins qui ne le font pas. En moyenne, dans l’étude menée au Texas, les terres pâturées de manière holistique ont ajouté 3 tonnes de carbone/ha/an de plus que les terres lourdes pâturées voisines.
Keith Weber, de l'Université de l'Idaho, explique en quoi un pâturage planifié et holistique améliore la rétention d'humidité du sol sur des pâturages semi-aride. Cette rétention d'eau entraîne une plus grande croissance des plantes, ce qui augmente le carbone du sol et donc la séquestration du carbone.
Certaines études qualitatives montrent l'amélioration de la rentabilité et de la durabilité des opérations gérées de manière globale et l'efficacité de la gestion holistique en tant qu'outil de planification de ferme/ranch. Les docteurs Deborah Stinner, Benjamin Stinner (Ohio State University à Wooster) et Ed Marsolf ont notamment écrit un article sur la gestion holistique et sur la manière dont la biodiversité est le principe organisateur de la gestion des agroécosystèmes ici. Charley Orchard a effectué un autre sondage auprès des éleveurs du nord des Rocheuses et les résultats obtenus sont disponibles.
De nombreux agriculteurs affirment que le système fonctionne bien pour eux et qu'ils ont même reçu des récompenses,,,.